# Балабинский поселковый совет
Балабинский поселковый совет (укр. Балабинська селищна рада) — входит в состав
Запорожского района
Запорожской области
Украины.
Административный центр поселкового совета находится в 
пгт Балабино.

## Населённые пункты совета
- пгт Балабино